# Mosse vincenti
Mosse vincenti (Win Win) è un film del 2011 diretto da Tom McCarthy e con protagonisti Paul Giamatti e Alex Shaffer.

## Trama
Mike Flaherty è un avvocato che ha dedicato la sua intera carriera ad aiutare i meno abbienti con tariffe molto basse, e che nel tempo libero allena i giovani nella lotta olimpica. Negli ultimi tempi si trova però sempre più a corto di liquidi, non riuscendo nemmeno a pagare un taglialegna per abbattere l'albero pericolante che incombe minaccioso su casa sua.
Per questo motivo Mike decide di chiedere l'affidamento di Leo, diventandone il tutore, in modo da poter intascare l'assegno mensile di 1'500 dollari che gli viene versato per l'incarico. Così, una volta diventatone tutore, affida l'anziano ad una casa di cura, nonostante Leo volesse vivere a casa propria. Un giorno l'unico nipote di Leo, Kyle, si presenta alla sua porta dopo essere scappato di casa. Il ragazzo, che proviene da una situazione familiare travagliata ed ha un carattere schivo e ribelle, instaura un rapporto di amicizia con Mike, che - anche per risollevare le sorti della squadra locale, lo spronerà a riprendere gli allenamenti di lotta libera, dopo essersi accorto che Kyle era stato un campione.
Un giorno però la madre del ragazzo, uscita da una comunità di recupero per tossicodipendenti, arriva in città, intenzionata a riportare Leo e Kyle nella loro cittadina dell'Ohio: Mike farà di tutto per ostacolarla, sia per coprire le scorrettezze compiute come tutore, sia per assicurarsi le prestazioni sportive di Kyle, al quale con il tempo lui e la famiglia si sono sempre più affezionati, volendo che continui a vivere con loro.